# 网络钩子
网页开发中的网络钩子（Webhook）是一种通过自定义回调函数来增加或更改網頁表现的方法。这些回调可被可能与原始网站或应用相关的第三方用户及开发者保存、修改与管理。术语“网络钩子”由杰夫·林德塞（Jeff Lindsay）于2007年通过给计算机编程术语（Hook）加上前缀得来。

## 概览
网络钩子是“用户定义的HTTP回调”。网络钩子通常被某些事件激活，比如将代码推送到源或评论博客。当此事件发生时，原网站将向为网络钩子配置的URL发送HTTP请求。用户可配置它们引发网页上的事件以调用另一个网站的行为。此操作可为任何事件。网络钩子常用于激活持續整合系统的构建操作或用于提醒缺陷跟踪管理系统。由于网络钩子使用HTTP，它们可以被无缝整合入网页服务而无需添加新的基础设施。但是，除使用HTTP外也有方法构建一个消息队列服务，如包括IronMQ和RestMS在内的一些RESTful软件。

## 另请参阅
- 应用程序接口
- 开放API（英语：Open API）
- 混搭 (互聯網)